# Sylviane Agacinski
Sylviane Agacinski-Jospin (Francia, 4 de mayo de 1945) es una filósofa, feminista y escritora francesa de origen polaco, profesora de la École des Hautes Études en Sciences Sociales (EHESS) y miembro de la Academia Francesa.

## Vida familiar
Los padres de Agacinski fueron inmigrantes polacos y su hermana es la actriz francesa Sophie Agacinski. Agacinski tiene un hijo con el filósofo Jacques Derrida, exdirector de la EHESS, y se convirtió en la madrastra de los dos hijos de Lionel Jospin al casarse con este.

### Relación con Lionel Jospin
Agacinski conoció a Jospin en 1983 en la boda de su hermana Sophie. Se casaron once años después. Agacinski apoyó a Jospin en su candidatura para presidente en 1995, pero participó activamente en su candidatura de 2002. Fue en esa época que cambió su apellido a Agacinski-Jospin para «inclinarse a la voluntad del pueblo», aunque siguió utilizando su apellido de soltera al ejercer como filósofa.

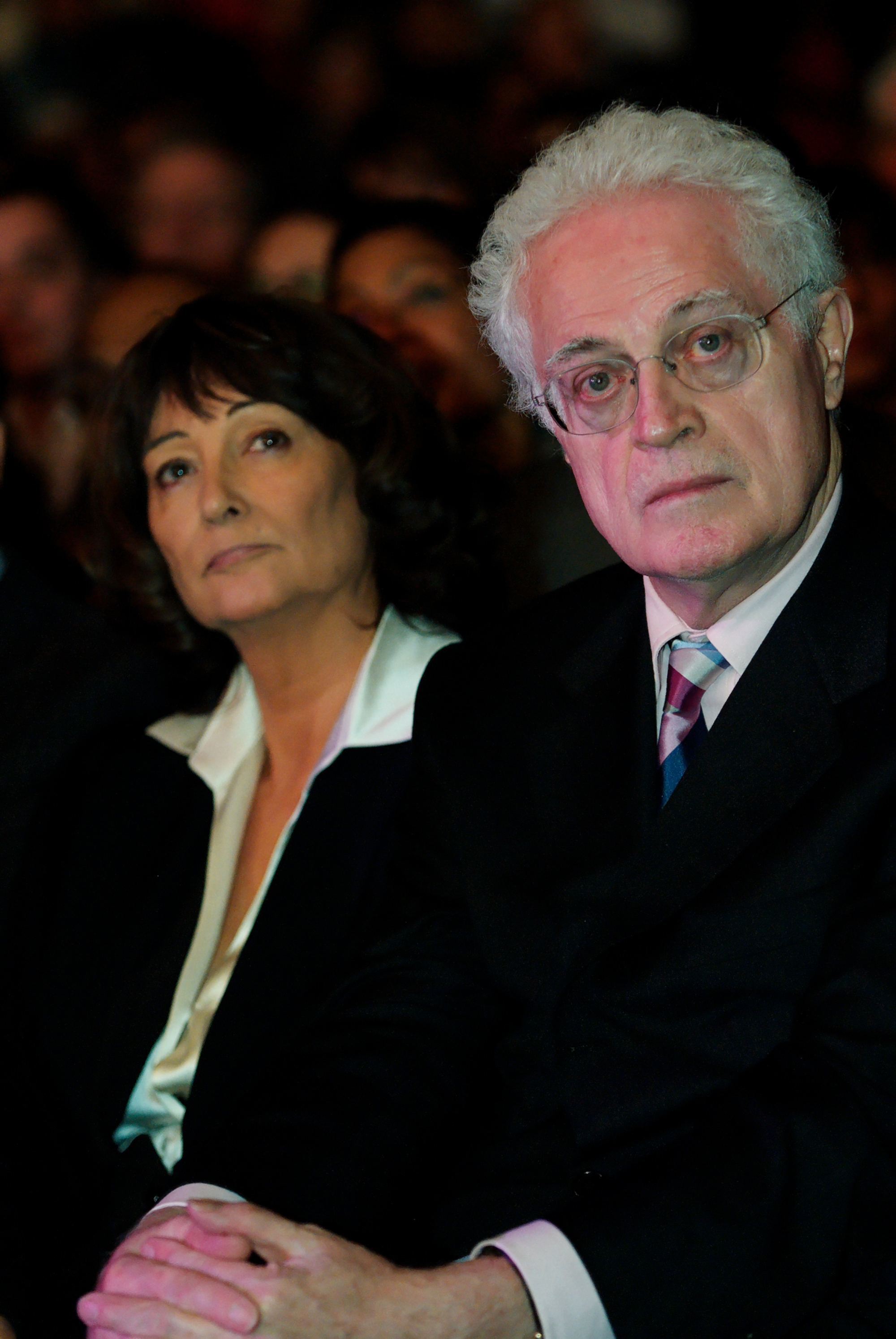
Sylviane Agacinski con su esposo Lionel Jospin en 2008

En otoño de 2002, después de que Jospin fue sorpresivamente excluido en la segunda vuelta de las elecciones ante Jacques Chirac y Jean-Marie Le Pen, Agacinsky publicó Journal Interrompu, un libro sobre las elecciones escrito en forma de diario en el que culpa a Chirac, a los medios franceses y a la rivalidad interna de la izquierda francesa.

## Filosofía
Fue discípula de Gilles Deleuze en la década de 1960 en Lyon y miembro de Greph (Groupe de Recherche sur l’Enseignement Philosophique) en los años 1970. Su trabajo se relaciona con los filósofos de la deconstrucción como Jacques Derrida (con quien tuvo un hijo), Jean-Luc Nancy y Philippe Lacoue-Labarthe.
Como filósofa feminista, Agacinski se identifica con el diferencialismo, una rama importante del feminismo francés, el cual argumenta que la condición humana no puede ser entendida de manera universal sin una referencia hacia ambos sexos. En este sentido se opone al feminismo conductista, el cual basa la liberación de la mujer en la negación de su identidad sexual.
En su libro Politique des sexes de 1998, Agacinski escribió «Queremos mantener la libertad de seducir y de ser seducidas. Nunca habrá una guerra de sexos en Francia».
El 13 de julio de 2014, fue una de las firmantes de una carta abierta al presidente de la República François Hollande para exigirle que no admita la llamada GPA, una generación por otro o contrato de maternidad subrogada. En ese documento afirmaron que «el contrato de subrogación es contrario al principio de respeto a las personas, tanto de la mujer que lleva al niño como del propio hijo, encargado por una o dos personas, que se desarrolla en el vientre de la mujer portadora. Los seres humanos no son cosas».

## EnmiendaParité
En 1999, Agacinski originó un proyecto de ley para enmendar el artículo tercero de la Constitución francesa que incluye una frase que dice «La ley alentará el acceso igualitario para mujeres y hombres a la vida política y a los cargos electorales». Con el apoyo de Jospin, la llamada enmienda Parité ‘Paridad’ fue realizada el 28 de junio de 1999, y el 3 de mayo de 2000 la siguió una ley que exige a los partidos políticos del país a presentar un 50  % de candidaturas femeninas de virtualmente cualquier raza so pena de perder una parte correspondiente de su financiamiento para la campaña gubernamental. En las elecciones legislativas de 2002, las primeras bajo esta nueva ley, el Frente Nacional de Le Pen estuvo entre los pocos partidos que estuvieron cerca de cumplir la ley con un 49 % de candidaturas femeninas; el Partido Socialista de Jospin tuvo un 36 % y la Unión por un Movimiento Popular de Chirac tuvo un 19.6 %.

## Academia Francesa
El 1 de junio de 2023 fue elegida en la Academia Francesa para ocupar el sillón 19. Es la décima mujer que integra la institución.